# Paul Watson
Paul Watson (* 2. prosince 1950) je kanadský ekologický aktivista, přesvědčený ochránce mořského života. Založil hnutí Sea Shepherd Conservation Society, které dlouhodobě vedl. V roce 2022 založil hnutí Captain Paul Watson Foundation. Obě tyto organizace se snaží bojovat proti pytlačení v oceánech.
Vyrůstal v St. Andrews v Novém Brunšviku. V roce 1967 pracoval na výstavě Expo jako průvodce, pak začal pracovat pro Kanadskou pobřežní stráž. V roce 1969 se připojil k Sierra Clubu při protestech proti jaderným testům. V roce 1971 se zúčastnil jedné z prvních expedic Greenpeace a brzy se stal vlivnou osobou hnutí. Podle některých indicií patřil i k původním zakládajícím členům organizace, což však Greenpeace popírá. Watson se po několika letech dostal do konfliktu s vedením. Byl pro rázné akce často i s použitím velmi důrazných metod, což bylo v rozporu s nenásilnou filozofií Greenpeace. V roce 1977 tedy organizaci opustil. V témže roce založil Sea Shepherd Conservation Society, jejímž členem a faktickým vůdcem je doposud.
Watson vede členy své ochranářské organizace k používání velmi radikálních metod při boji proti velrybářům, rybářům a dalším subjektům, kteří profitují z plundrování oceánského života. Watson sám je označuje jako pytláky a neváhá jejich lodě potápět, poškozovat, ničit jim sítě a bránit jim ve vyhledávání ryb, velryb a dalších mořských savců. Sám je propagátorem veganství a biocentrismu. Hlásí se k podpoře skupiny Earth First! (Země především!), založil sdružení Friends of the Wolf (Přátelé vlka) a Earthforce (Síla Země). Jeho metody mu na jednu stranu vynesly obdiv a spoustu následovníků, na druhou stranu se dostal do konfliktu s úřady a podnikatelskými subjekty mnoha států (USA, Kanada, Norsko, Japonsko, Kostarika aj.). Občas je označován za ekoteroristu. Na žádost Kostariky a Japonska se dostal do hledáčku Interpolu.
Watson přednášel na univerzitách v Evropě, USA a Austrálii. V letech 1990-1994 působil jako profesor ekologie na Pasadena College of Design. Činnost jeho organizace byla zachycena v seriálu Boj za záchranu velryb stanice Animal Planet.
V červenci 2024 byl zatčen v Grónsku a obviněn z námořního pirátství. V prosinci 2024 byl propuštěn poté, co byla žádost o jeho vydání do Japonska zamítnuta.

## Osobní život
Má kanadské a americké občanství.
V únoru 2015 se v Paříži oženil s Yanou Rusinovich. Má tři děti - dva syny a jednu dceru.

## Citáty
| „ | Mým hlavním zájmem je ochrana podmořského světa v oceánech. Je to moje nejhlubší vášeň a zároveň boj, kterému jsem podřídil celý svůj život. Boj, ve kterém si nemohu odpočinout, v němž musím zůstat až do konce života, do dne, kdy zemřu. | “ |

| „ | Myslím, že problém je v tom, že skutečně nechápeme, co jsme zač. V zásadě jsme jen domýšlivé holé opice. Ale v našich myslích jsme něco jako nadpozemské legendy a pohlížíme na sebe jako na jakási božstva. Že si můžeme chodit po zemi a rozhodovat, kdo bude žít a kdo zemře, co bude zničeno a co bude zachráněno. Ale ve skutečnosti jsme jen parta primátů, která se vymkla kontrole. | “ |